# Pseudorhodeus tanago
Pseudorhodeus
Genre
Espèce
Pseudorhodeus tanago, unique représentant du genre Pseudorhodeus, est une espèce de poissons d'eau douce téléostéens de la sous-famille des Acheilognathinae (famille des Cyprinidae, ordre des Cypriniformes).

## Description

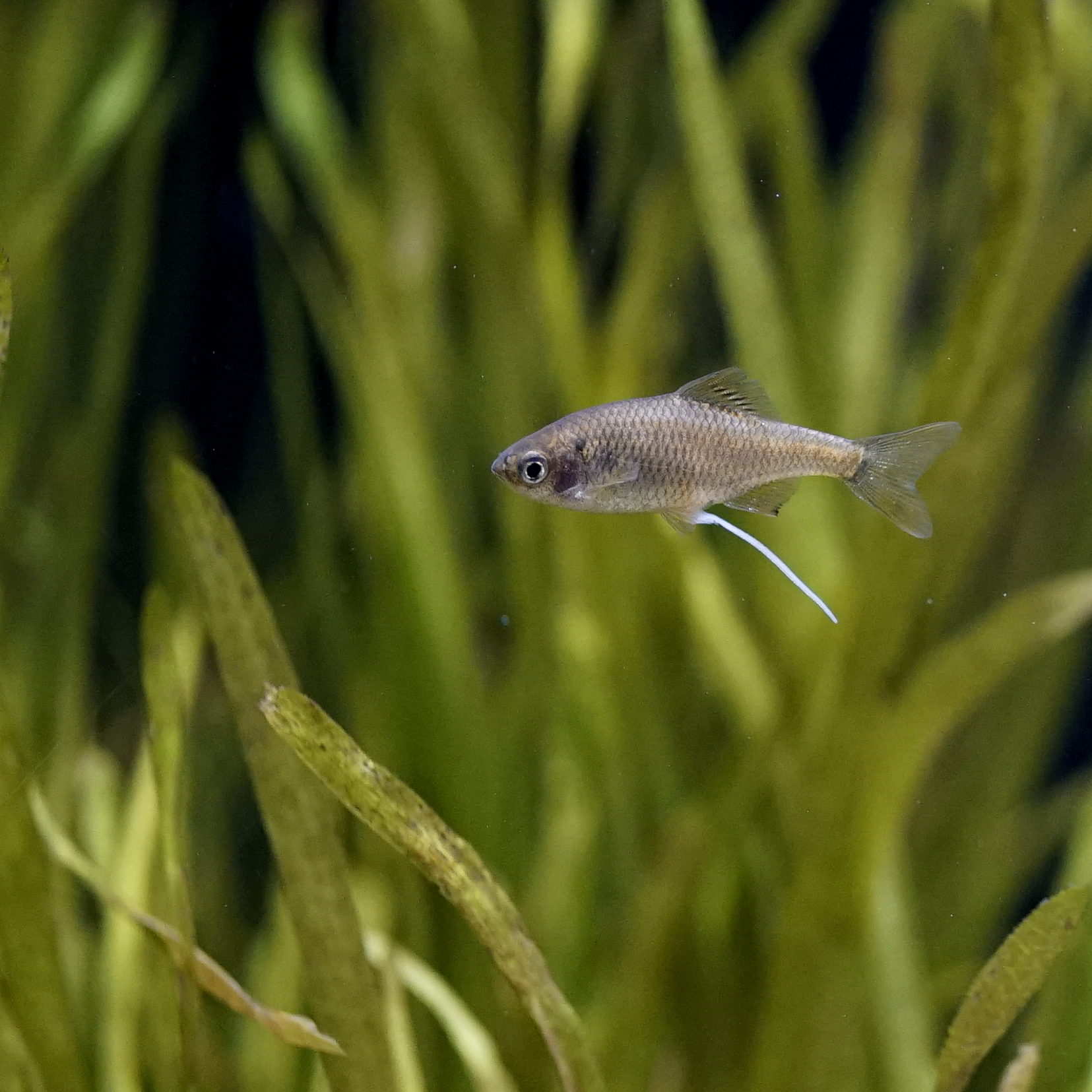
Pseudorhodeus tanago, femelle avec son long ovipositeur sorti.

Pseudorhodeus tanago peut mesurer jusqu'à 50 mm de longueur totale.

## Répartition
Pseudorhodeus tanago est endémique du Japon et se rencontre dans les monts Kantō (en) dans l'ouest de la région du Kantō au centre du pays. Ce poisson était autrefois abondant dans les petits ruisseaux, mais son habitat a été réduit par l'humain et dégradé par la pollution.

## Systématique
Le nom valide complet (avec auteur) de ce taxon est Pseudorhodeus tanago (Tanaka, 1909).
L'espèce a été initialement classée dans le genre Rhodeus sous le protonyme Rhodeus tanago Tanaka, 1909,.
En 2014, elle est reclassée dans un nouveau genre spécialement créé pour elle par Chang (d), Chen (d) & Mayden (d) dans une publication coécrite avec quinze autres auteurs,.
Ce taxon porte en anglais les noms vernaculaires ou normalisés suivants : Miyakotanako et Miyobuta aux États-Unis et Tokyo bitterling au Royaume Uni. Ce poisson n'a pas de nom commun en français.
Pseudorhodeus tanago a pour synonymes :
- Rhodeus miobuta Tanaka, 1909
- Rhodeus tanago Tanaka, 1909
- Tanakia tanago (Tanaka, 1909)

### Étymologie
Le nom générique, Pseudorhodeus, composé du grec ancien ψευδής (pseudếs), « faux », et du genre Rhodeus, fait référence à la ressemblance de ces deux genres (par exemple une ligne latérale incomplète) mais néanmoins séparés.
Son épithète spécifique, tanago, reprend le nom commun japonais donné à ce poisson (ミヤコタナゴ (Miyakotanago)).

### Publications originales
- Genre Pseudorhodeus :
  - (en) Chia-Hao Chang, Fan Li, Kwang-Tsao Shao, Yeong-Shin Lin, Takahiro Morosawa, Sungmin Kim, Hyeyoung Koo, Won Kim, Jae-Seong Lee, Shunping He, Carl Smith, Martin Reichard, Masaki Miya, Tetsuya Sado, Kazuhiko Uehara, Sébastien Lavoué, Wei-Jen Chen et Richard L Mayden, « Phylogenetic relationships of Acheilognathidae (Cypriniformes: Cyprinoidea) as revealed from evidence of both nuclear and mitochondrial gene sequence variation: evidence for necessary taxonomic revision in the family and the identification of crypti », Molecular Phylogenetics and Evolution, Academic Press et Elsevier, vol. 81,‎ 17 septembre 2014, p. 182-194 (ISSN 1055-7903 et 1095-9513, PMID 25238947, DOI 10.1016/J.YMPEV.2014.08.026).
- Espèce Pseudorhodeus tanago :
  - (en) Shigeho Tanaka, « Descriptions of One New Genus and Ten New Species of Japanese Fishes », Journal of the College of Science, Imperial University of Tokyo, Tokyo, Tokyo Imperial University (d), vol. 27, no 8,‎ 10 octobre 1909, p. 1-27 (ISSN 0368-2110, OCLC 1641681, lire en ligne).